# Neptunusfontein (Florence)

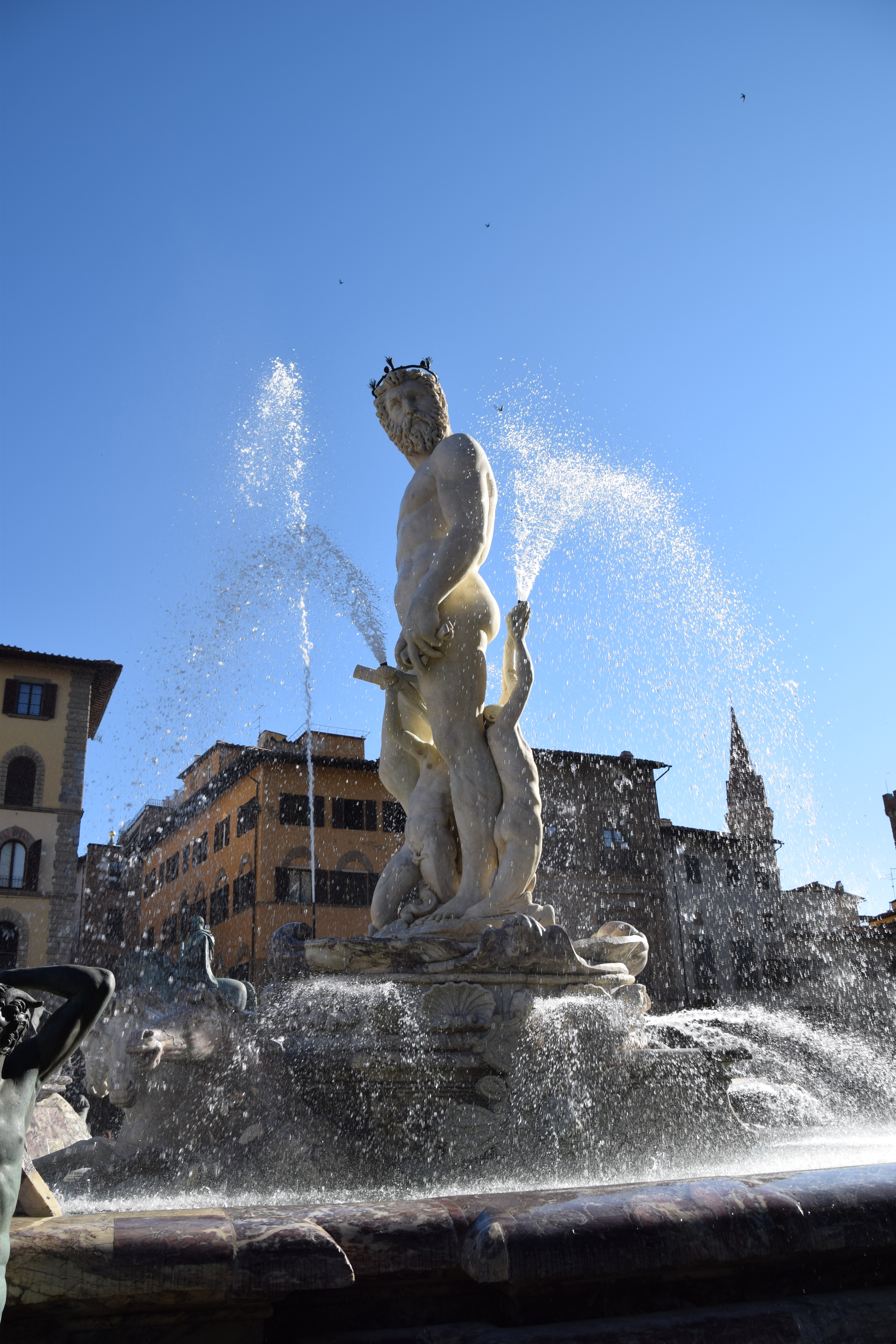
De fontein in werking

De Neptunusfontein (Italiaans: Fontana del Nettuno) is een monumentale fontein op het Piazza della Signoria in Florence, gemaakt in 1560-1575 door Bartolomeo Ammanati. Het maniëristische geheel is 5,6 m hoog en omvat diverse beelden van marmer en brons.

## Totstandkoming
De fontein is gemaakt ter gelegenheid van het huwelijk van Francesco I de' Medici met aartshertogin Johanna van Oostenrijk in 1565. Hertog Cosimo I de' Medici had eerst Baccio Bandinelli aangesteld, maar veel rivalen bleven azen op de prestigieuze commissie, waarvoor een groot blok exquis carraramarmer was gereserveerd. Zoals de David van Michelangelo moest de hele Neptunus uit dat ene blok worden gehouwen. Bandinelli maaide zijn rivalen het gras voor de voeten weg door het blok al naar zijn ontwerp te beginnen kappen, maar hij stierf in 1560.
Daarop schreef Cosimo de' Medici een meer georganiseerde wedstrijd uit. Benvenuto Cellini, Bartolomeo Ammannati en de jonge Giambologna mochten modellen op ware grootte maken, terwijl ook Vincenzo Danti, Francesco Moschino en Giovanni Angelo Montorsoli probeerden mee te dingen. Het algemene aanvoelen was dat Ammannati de favoriet van het hof was, en toen hij ook tot laureaat werd aangeduid, was er veel bitterheid.

## Voorstelling
Centraal troont het marmeren beeld van Neptunus met het gezicht van Cosimo I de' Medici. Hij draagt niet de traditionele drietand, maar een bevelvoerdersstaf (bastone). Met drie tritons tussen zijn benen rijdt hij op een schelp getrokken door marmeren zeepaarden.
Op de hoeken van het octogonale bassin zitten twaalf bronzen figuren, afwisselend statige goden en levendige satyrs. Het gebruik van wit en paars marmer en brons draagt bij aan de polychromie. 

## Voetnoten
1. ↑  Felicia M. Else, The Politics of Water in the Art and Festivals of Medici Florence. From Neptune Fountain to Naumachia 2018, p. 59